# Avenal (Nouvelle-Zélande)
Avenal est une banlieue d'Invercargill, ville la plus au sud de l'Île du Sud de la Nouvelle-Zélande.
La banlieue inclut Queens Park (en) et le musée et la galerie d'art du Southland (en).

## Démographie
La localité d’Avenal couvre 1,43 km2 et a une population estimée de 1 358 habitants en juin 2022 avec une densité de population de 944 habitants par km2.

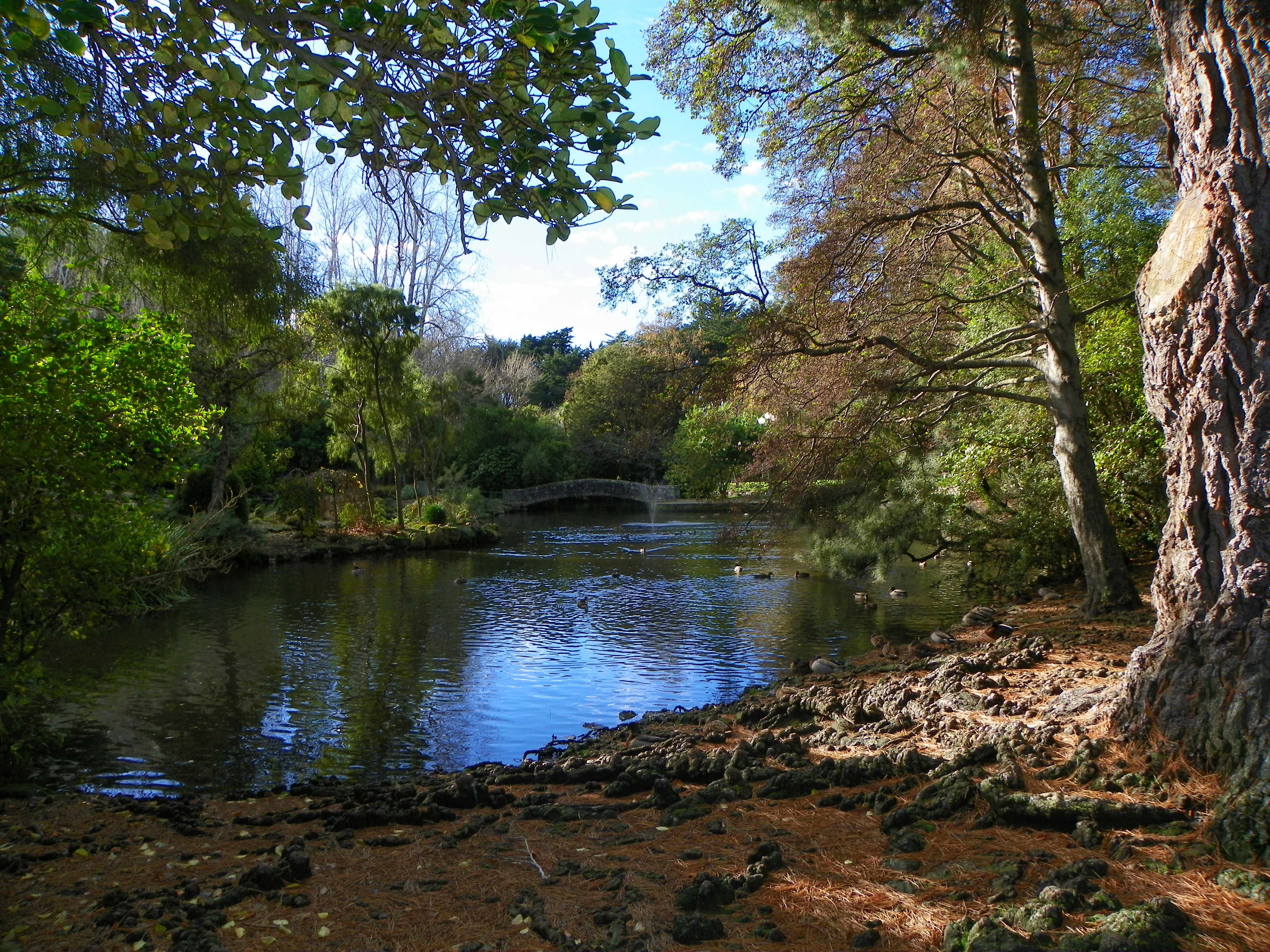
Queens Park

Avenal avait une population de 1 263 personnes lors du recensement de 2018, en augmentation de 132 personnes (11,7 %) par rapport à celui de 2013, et une augmentation de 105 personnes (9,1 %) depuis celui de 2006.
Il y a 555 logements avec 615 hommes et 648 femmes, donnant un sexe-ratio de 0,95 homme pour une femme.
L’âge médian est de 36,9 ans (comparé avec les 37,4 ans au niveau national), avec 216 personnes (17,1 %) âgées de moins de 15 ans, 270 personnes (21,4 %) âgées de 15 à 29 ans, 618 personnes (48,9 %) âgées de 30 à 64 ans et 159 personnes (12,6 %) âgées de 65 ans ou plus.
L’ethnicité est pour 79,8 % européens/Pakeha, 13,1 % Maori, 2,9 % personnes originaires du Pacifique, 14,0 % d’origine asiatique et 2,4 % d’une autre ethnicité (le total peut faire plus de 100 % dans la mesure où une personne peut s’identifier avec de multiples ethnicités selon sa parenté).
La proportion de personnes nées outre-mer est de 21,9 %, comparée avec les 27,1 % au niveau national.
Bien que certaines personnes refusent de donner ses orientations religieuses lors du recensement, 52,7 % n’ont aucune religion, 32,8 % sont chrétiens, 2,9 % sont hindouistes, 0,5 % sont musulmans, 1,9 % sont bouddhistes et 2,4 % ont une autre religion.
Parmi les personnes âgées d’au moins 15 ans, 261 personnes (24,9 %) ont une licence ou un degré supérieur, et 198 personnes (18,9 %) n’ont aucune qualification formelle.
Les revenus médians sont de 32 700 $, comparés avec 31 800 $ au niveau national.
153 personnes (14,6 %) gagnent plus de 70 000 $ comparé aux 17,2 % au niveau national.
La situation professionnelle des personnes d’au moins 15 ans est la suivante : 579 personnes (55,3 %) sont employées à plein temps, 159 personnes (15,2 %) sont à temps partiel et 51 personnes (4,9 %) sont sans emploi

## Éducation
St John's Girls' School est une école de filles intégrée à l'État, dispensant une éducation pour les années 1 à 8 avec un effectif de 145 élèves en novembre 2022.
Ouverte en 1917 en tant qu'école anglicane, elle est devenue indépendante de l’Église après la   Grande dépression et a été intégrée à l'État en 1990